# Dansk Sociologiforening
Dansk Sociologiforening er en dansk forening af sociologer og andre med sociologisk interesse, der typisk arbejder med eller uddanner sig indenfor sociologisk faglighed. Foreningen udgiver det danske videnskabelige sociologiske tidsskrift Dansk Sociologi. Nuværende formand er Barbara Fersch, og næstformand er Alberte Alsø Dokkedal.
Foreningen har til formål at udvikle og formidle sociologien som faglighed i Danmark. Udover at udgive Dansk Sociologi, afholder foreningen derfor en række gratis arrangementer for offentligheden, metodekurser for medlemmer og en videnskabelig konference hvert andet år.
Dansk Sociologiforening er organiseret i Nordisk Sociologforbund (NSF), European Sociological Association (ESA) og International Sociological Association (ISA). NSF udgiver tidsskriftet Acta Sociologica, hvor redaktionen skifter imellem de nordiske medlemsorganisationer hver fjerde år. I perioden 2023-2027 vil Dansk Sociologiforening redigere tidsskriftet.

## Historie
Dansk Sociologiforening blev oprettet i 1965, hvor den erstattede Dansk Sociologisk Selskab, som havde eksisteret siden 1958. Foreningen havde i 1975 192 medlemmer, hvilket i 2012 var steget til omkring 690 medlemmer. Der findes to typer medlemskab. Mens antallet af regulære medlemmer er mere eller mindre uændret siden 1996, steg antallet af studerende, arbejdsløse og pensionerede fra 1996 til 2004, hvor efter det er faldet igen. Ved indkaldelsen til generalforsamlingen 2022 havde foreningen sammenlagt 479 medlemmer. I 2015 skiftede foreningen navn fra Dansk Sociologforening til Dansk Sociologiforening.